# Pic dels Estanyons
Le pic dels Estanyons est un sommet des Pyrénées situé sur la frontière entre l'Andorre et l'Espagne culminant à une altitude de 2 836 ou 2 837 mètres.

## Toponymie
Pic a le même sens en catalan qu'en français et désigne un sommet pointu par opposition aux tossa et bony fréquemment retrouvés dans la toponymie andorrane et qui correspondent à des sommets plus « arrondis ».
Estanyons est un dérivé d'estany, terme omniprésent dans la toponymie andorrane, désignant en catalan un « étang »,. Estany est lui-même issu du latin stagnum (« étendue d'eau »).

## Géographie

### Topographie
Culminant à 2 836 ou 2 837 m d'altitude,,, le pic dels Estanyons se trouve sur la frontière hispano-andorrane entre le pic de la Raconada de la Maiana (2 719 m) à l'ouest et le pic de Setut (2 868 m) à l'est. Il surplombe côté espagnol l'estany de la Caülla et côté andorran la vallée du Madriu.

### Géologie
Le pic dels Estanyons, comme l'ensemble de la principauté d'Andorre, est situé sur la chaîne axiale primaire des Pyrénées. Comme tout le Sud-Est andorran, il se trouve sur le batholite de Mont-Louis-Andorre, une vaste structure de roches plutoniques, dont la granodiorite est le constituant essentiel, couvrant une surface de plus de 600 km2 et s'étendant jusqu'en Espagne,. 
Les méthodes de datation, en particulier la datation par l'uranium-plomb dans les skarns adjacents au batholite, avancent une formation des roches constitutives il y a environ 300 à 305 millions d'années (à la fin du Carbonifère),. La formation de ces roches est donc contemporaine de celle des autres plutons pyrénéens et s'inscrit dans le cadre des phénomènes plutoniques et volcaniques qui se sont déroulés lors de la phase tardi-hercynienne de l'orogenèse varisque,.
| \| Pic dels Estanyons \| | |
| Le pic dels Estanyons sur la carte géologique de l'Andorre. Le batholite mentionné apparaît en rouge dans le Sud-Est du pays. | Carte géologique de la zone axiale des Pyrénées. Le batholite Mont-Louis Andorre apparaît en rouge au sud de l'ensemble Aston-Hospitalet. |
| Pic dels Estanyons | |